# Iate Clube de Natal
Iate Clube de Natal é uma agremiação que visa incentivar a prática do iatismo na cidade de Natal.

## História
Foi fundado em 6 de janeiro de 1954 por iniciativa de Antônio Dantas, Fernando Pedrosa, Sólon Galvão Filho, Ulisses Cavalcanti, entre outros, e ocupa parte das dependências da antiga Base Americana de Hidroaviões, no bairro de Santos Reis.